# Współrzędne uogólnione
Współrzędne uogólnione – niezależne od siebie wielkości, które jednoznacznie opisują położenie ciała lub układu {\displaystyle n} ciał w przestrzeni. Wielkościami takimi mogą być współrzędne kartezjańskie – wtedy położenie każdego i-tego ciała układu jednoznacznie opisują trzy współrzędne {\displaystyle x_{i},y_{i},z_{i},i=1,2,\dots ,n.} Można także stosować współrzędne walcowe {\displaystyle z_{i},\rho _{i},\theta _{i},} sferyczne {\displaystyle r_{i},\phi _{i},\theta _{i}} (np. kąty określające odchylenia wahadła od pionu), jak również współrzędne równe odległości mierzonej wzdłuż zadanych krzywych od ustalonych punktów do miejsca, gdzie znajduje się dane ciało (por. przykład koralik na drucie) itp.
Liczba współrzędnych, potrzebnych do opisu położenia n ciał swobodnych, tj. ciał, których ruch nie jest ograniczony więzami, wynosi 3n. Jeżeli jednak ciała układu poddane są działaniu więzów, ograniczających ich ruch, to ilość współrzędnych niezbędnych do określenia położenia układu jest mniejsza; np. jeżeli i-te ciało układu jest przyczepione do nierozciągliwej nici, umocowanej w nieruchomym punkcie, to wystarczą 2 współrzędne zamiast 3; jeśli ciało może poruszać się tylko wzdłuż zadanej krzywej, to wystarczy 1 współrzędna.
Współrzędne uogólnione stosuje się zarówno w mechanice klasycznej jak i kwantowej.

## Definicja współrzędnych uogólnionych
Niech dany będzie układ {\displaystyle n} cząstek w przestrzeni. Położenie cząstek w chwili {\displaystyle t} można opisać za pomocą zespołu {\displaystyle 3n} współrzędnych kartezjańskich {\displaystyle x_{1},x_{2},\dots ,x_{3n}.} Jeżeli jednak ruch cząstek zostanie ograniczony za pomocą {\displaystyle r} więzów, to liczba współrzędnych niezbędnych do opisania położenia układu zmniejszy się o {\displaystyle r.}
Mianowicie, niech więzy będę opisane za pomocą {\displaystyle r} równań:
{\displaystyle \varphi _{i}(x_{1},x_{2},\dots ,x_{3n},t)=0,\quad i=1,\dots ,r.}
Wtedy zamiast współrzędnych {\displaystyle x_{1},x_{2},\dots ,x_{3n}} można wprowadzić {\displaystyle f=3n-r} nowych współrzędnych {\displaystyle q_{1},q_{2},\dots ,q_{f}} zadanych za pomocą {\displaystyle f} niezależnych funkcji współrzędnych {\displaystyle x_{1},x_{2},\dots ,x_{3n}} oraz czasu {\displaystyle t{:}}
{\displaystyle q_{i}=q_{i}(x_{1},x_{2},\dots ,x_{3n},t),\quad i=1,\dots ,f.}
Współrzędne {\displaystyle q_{1},q_{2},\dots ,q_{f}} nazywa się współrzędnymi uogólnionymi. Określają one jednoznacznie położenie układu w chwili {\displaystyle t} podlegającego działaniu {\displaystyle r} więzów. Zespół współrzędnych uogólnionych oznacza się pojedynczym symbolem {\displaystyle \mathbf {q} ,} tj.
{\displaystyle \mathbf {q} =(q_{1},q_{2},\dots ,q_{f}).}
Wielkość {\displaystyle \mathbf {q} } oznacza położenie układu w przestrzeni konfiguracyjnej, w której wprowadzono współrzędne uogólnione.

## Definicja prędkości uogólnionych
Współrzędne uogólnione – podobnie jak współrzędne kartezjańskie – w ogólności będą zmieniać się w czasie ruchu ciała. Ich pochodne po czasie nazywa się prędkościami uogólnionymi, tzn. wielkości
{\displaystyle {\dot {q}}_{l},\quad l=1,\dots ,f}
nazywa się prędkościami uogólnionymi.
Np. jeżeli wyrazi się współrzędne kartezjańskie za pomocą współrzędnych uogólnionych,
{\displaystyle x_{j}=x_{j}(q_{1},q_{2},\dots ,q_{f},t),\quad j=1,\dots ,3n,}
to obliczając pochodną zupełną powyższego wyrażenia względem czasu otrzyma się prędkości {\displaystyle {\dot {x}}_{j},} które zależą od prędkości uogólnionych {\displaystyle {\dot {q}}_{l}}
{\displaystyle {\dot {x}}_{j}=\sum _{l=1}^{f}{\frac {\partial x_{j}}{\partial q_{l}}}{\dot {q}}_{l}+{\frac {\partial x_{j}}{\partial t}},\quad j=1,\dots ,3n.}

## Przykłady

Współrzędna uogólniona równa odległości koralika od ustalonego punktu. (Siły działające na koralik: N – siła grawitacji, C – siła reakcji druta.)

### Koralik na drucie
Koralik ślizga się bez tarcia po drucie, tworzącym krzywą płaską, podlegając działaniu siły grawitacji. Problem polega na wyznaczeniu położenia koralika w chwili {\displaystyle t.}

#### Opis ruchu we współrzędnych kartezjańskich
Położenie koralika w chwili {\displaystyle t} można opisać wyrażając wektor wodzący za pomocą współrzędnych kartezjańskich
{\displaystyle \mathbf {r} (t)=[x(t),y(t),z=0].}
Jeżeli krzywa, po której porusza się koralik, nie jest linią prostą, to zagadnienie rozwiązania ruchu koralika w ramach mechaniki Newtona wymagałoby uwzględnienia sił, zmieniających się w czasie – problem byłby w ogólnym wypadku bardzo złożony.

#### Opis ruchu we współrzędnych uogólnionych
Opis ruchu można uprościć w ramach mechaniki Lagrange’a, której formalizm pozwala łatwo znaleźć równania ruchu, gdy dobierze się zamiast współrzędnych kartezjańskich współrzędne uogólnione „zgodne z więzami”. W przypadku ruchu koralika wystarczy wyrazić jego położenie w zależności od jednej współrzędnej uogólnionej; jako taką współrzędną dogodnie jest wybrać np. odległości {\displaystyle s} koralika od ustalonego punktu drutu, mierzoną wzdłuż drutu. Odległość {\displaystyle s} jest współrzędną uogólnioną zgodną z więzami.
Ograniczenia nałożone na ruch koralika mogą być opisane za pomocą dwóch równań więzów
{\displaystyle \phi _{1}(x,y,z)=0,}
{\displaystyle \phi _{2}(x,y,z)=0.}
Mamy tu {\displaystyle n=3} współrzędnych kartezjańskich, {\displaystyle r=2} więzy oraz {\displaystyle f=n-r=1} stopni swobody.
Jeżeli krzywa leży w płaszczyźnie {\displaystyle z=\mathrm {const} ,} to współrzędna {\displaystyle s} jest funkcją jedynie współrzędnych kartezjańskich {\displaystyle x,y{:}}
{\displaystyle s=s(x,y).}
Aby znaleźć tę funkcją wyraża się element łuku krzywej {\displaystyle ds} przez przyrosty {\displaystyle dx,dy}
{\displaystyle ds={\sqrt {dx^{2}+dy^{2}}}.}
Z równania więzów wynika, że {\displaystyle y=y(x),} co implikuje zależność {\displaystyle dy=\left({\frac {dy}{dx}}\right)dx;} podstawiając ostatnie wyrażenie do wzoru na {\displaystyle ds} otrzyma się zależność {\displaystyle ds} jedynie od {\displaystyle dx}
{\displaystyle ds={\sqrt {1+\left({\frac {dy}{dx}}\right)^{2}}}dx.}
Odległość {\displaystyle s} punktu {\displaystyle [x,y]} od ustalonego punktu, np. {\displaystyle [0,0]} wyrazi więc wzór:
{\displaystyle s=\int ds=\int _{0}^{x}{\sqrt {1+\left({\frac {dy}{dx}}\right)^{2}}}dx.}
Np. gdy krzywa ma kształt paraboli leżącej w płaszczyźnie {\displaystyle z=0,} to mamy równania
{\displaystyle \phi _{1}(x,y,z)=y-ax^{2}=0,}
{\displaystyle \phi _{2}(x,y,z)=z=0,}
gdzie {\displaystyle a} – parametr paraboli.
Wtedy
{\displaystyle {\frac {dy}{dx}}=ax}
oraz
{\displaystyle s(x)=\int _{0}^{x}{\sqrt {1+\left(ax\right)^{2}}}dx.}

Współrzędne uogólnione wahadła podwójnego – kąty odchylenia nici od pionu.

Obliczając powyższą całkę dla danej wartości {\displaystyle x} otrzyma się jednoznaczną wartość współrzędnej uogólnionej {\displaystyle s.} Widać stąd, że do opisania położenia ciała, którego ruch ograniczony jest do krzywej płaskiej, wystarczy tylko jedna współrzędna {\displaystyle s} zamiast dwóch współrzędnych {\displaystyle x,y.}
Analogiczny wniosek dotyczy poruszania się ciała po krzywej w przestrzeni 3D – tu zamiast trzech współrzędnych {\displaystyle x,y,z} wystarczy także podanie jednej współrzędnej uogólnionej {\displaystyle s.}

### Wahadło podwójne
Zamiast współrzędnych kartezjańskich {\displaystyle x_{1},y_{1},x_{2},y_{2}} określających położenia kulek można wprowadzić współrzędne uogólnione – kąty {\displaystyle \theta _{1},\theta _{2}} określające odchylenia nici od pionu.

## Energia kinetyczna we współrzędnych uogólnionych
Energię kinetyczną układu {\displaystyle n} cząstek przedstawia wzór
{\displaystyle T={\frac {1}{2}}\sum _{k=1}^{n}m_{k}{\dot {\mathbf {r} }}_{k}\cdot {\dot {\mathbf {r} }}_{k}.}
gdzie · oznacza iloczyn skalarny, {\displaystyle {\dot {\mathbf {r} }}_{k}} – pochodna wektora położenia {\displaystyle k}-tej cząstki po czasie, {\displaystyle m_{k}} – masa {\displaystyle k}-tej cząstki.

### Współrzędne kartezjańskie
Jeżeli wektory wodzące cząstek wyrazi się przez współrzędne kartezjańskie,
{\displaystyle \mathbf {r} _{k}=(x_{k},y_{k},z_{k}),} {\displaystyle k=1,\dots ,n,}
to wektory prędkości cząstek będą zależeć jedynie od pochodnych współrzędnych po czasie
{\displaystyle \mathbf {v} _{k}\equiv {\dot {\mathbf {r} }}_{k}=({\dot {x}}_{k},{\dot {y}}_{k},{\dot {z}}_{k}).}
Ponieważ
{\displaystyle {\dot {\mathbf {r} }}_{k}\cdot {\dot {\mathbf {r} }}_{k}=({\dot {x}}_{k},{\dot {y}}_{k},{\dot {z}}_{k})\cdot ({\dot {x}}_{k},{\dot {y}}_{k},{\dot {z}}_{k})={\dot {x_{k}}}^{2}+{\dot {y_{k}}}^{2}+{\dot {z_{k}}}^{2},}
to otrzyma się (zastępując oznaczenia współrzędnych {\displaystyle x_{1},y_{1},z_{1},\dots ,x_{n},y_{n},z_{n},} przez {\displaystyle x_{1},x_{2},\dots ,x_{3n}})
{\displaystyle T={\frac {1}{2}}\sum _{i=1}^{3n}m_{i}{\dot {x}}_{i}^{2}.}
Oznacza to, że energia kinetyczna układu, którego położenie jest zadane przez współrzędne kartezjańskie, zależy jedynie od prędkości cząstek, nie zależy zaś ani od współrzędnych, ani od czasu, {\displaystyle T=T({\dot {x}}_{i},{\dot {y}}_{i},{\dot {z}}_{k},i=1,\dots ,3n)}

### Współrzędne uogólnione zależne od czasu
Jeżeli jednak wektory wodzące {\displaystyle \mathbf {r} _{k}} cząstek wyrazi się przez współrzędne uogólnione, zależne w ogólności od czasu,
{\displaystyle \mathbf {r} _{k}=\mathbf {r} _{k}(q_{1},q_{2},\dots ,q_{f},t),\quad k=1,\dots ,n,}
to pochodne czasowe {\displaystyle {\dot {\mathbf {r} }}_{k}} przyjmą postać
{\displaystyle {\dot {\mathbf {r} }}_{k}=\sum _{i=1}^{f}{\frac {\partial \mathbf {r} _{k}}{\partial q_{i}}}{\dot {q}}_{i}+{\frac {\partial \mathbf {r} _{k}}{\partial t}}}
i wtedy otrzyma się
{\displaystyle {\dot {\mathbf {r} }}_{k}\cdot {\dot {\mathbf {r} }}_{k}=\sum _{i,j=1}^{f}\left({\frac {\partial \mathbf {r} _{k}}{\partial q_{i}}}\cdot {\frac {\partial \mathbf {r} _{k}}{\partial q_{j}}}\right){\dot {q}}_{i}{\dot {q}}_{j}+\sum _{i=1}^{f}\left(2{\frac {\partial \mathbf {r} _{k}}{\partial q_{i}}}\cdot {\frac {\partial \mathbf {r} _{k}}{\partial t}}\right){\dot {q}}_{i}+\left({\frac {\partial \mathbf {r} _{k}}{\partial t}}\cdot {\frac {\partial \mathbf {r} _{k}}{\partial t}}\right),}
co oznacza, że energia kinetyczna będzie zależeć od współrzędnych uogólnionych {\displaystyle q_{i},} prędkości uogólnionych {\displaystyle {\dot {q}}_{i}} i czasu – jeżeli więzy będą zależeć od czasu, czyli {\displaystyle T=T(\mathbf {q} ,{\dot {\mathbf {q} }},t).}

### Współrzędne uogólnione niezależne od czasu
Jeżeli jednak więzy będą stałe w czasie, to wszystkie pochodne cząstkowe po czasie będą zerować się – wtedy energia kinetyczna będzie funkcją współrzędnych uogólnionych, funkcją jednorodną kwadratową prędkości uogólnionych {\displaystyle {\dot {q}}_{i},} niezależną jawnie od czasu, gdyż
{\displaystyle {\dot {\mathbf {r} }}_{k}\cdot {\dot {\mathbf {r} }}_{k}=\sum _{i,j=1}^{f}\left({\frac {\partial \mathbf {r} _{k}}{\partial q_{i}}}\cdot {\frac {\partial \mathbf {r} _{k}}{\partial q_{j}}}\right){\dot {q}}_{i}{\dot {q}}_{j}.}
Powyższe wyrażenie jest równoważne kwadratowi elementu liniowego trajektorii {\displaystyle k}-tej cząstki
{\displaystyle ds_{k}^{2}=d\mathbf {r} _{k}\cdot d\mathbf {r} _{k}=\sum _{i,j=1}^{f}\left({\frac {\partial \mathbf {r} _{k}}{\partial q_{i}}}\cdot {\frac {\partial \mathbf {r} _{k}}{\partial q_{j}}}\right)dq_{i}dq_{j},}
gdyż dzieląc powyższe wyrażenie przez {\displaystyle dt^{2}} otrzyma się kwadrat prędkość {\displaystyle k}-tej cząstki {\displaystyle {\dot {\mathbf {r} }}_{k}\cdot {\dot {\mathbf {r} }}_{k}.} Dla więzów niezależnych od czasu wystarczy więc znać element liniowy trajektorii cząstki, aby obliczyć jej energię kinetyczną.

### Wyrażenia na energię kinetyczną w różnych układach współrzędnych
Energia kinetyczna przyjmuje różne wyrażenia w zależności od układu współrzędnych. Dla układów niezależnych od czasu otrzyma się wyrażenia:
1) we współrzędnych kartezjańskich {\displaystyle (x,y,z)}
{\displaystyle \left({\frac {ds}{dt}}\right)^{2}={\dot {x}}^{2}+{\dot {y}}^{2}+{\dot {z}}^{2}}
2) we współrzędnych biegunowych {\displaystyle (r,\theta )}
{\displaystyle \left({\frac {ds}{dt}}\right)^{2}={\dot {r}}^{2}+r^{2}{\dot {\theta }}^{2}}
3) we współrzędnych cylindrycznych {\displaystyle (z,\rho ,\theta ),}
{\displaystyle \left({\frac {ds}{dt}}\right)^{2}={\dot {\rho }}^{2}+\rho ^{2}{\dot {\theta }}^{2}+{\dot {z}}^{2}}
4) we współrzędnych sferycznych {\displaystyle (r,\phi ,\theta )}
{\displaystyle \left({\frac {ds}{dt}}\right)^{2}={\dot {r}}^{2}+r^{2}{\dot {\theta }}^{2}+r^{2}\sin ^{2}\theta \,{\dot {\varphi }}^{2}}
Powyższe przykłady pokazują, że jeżeli współrzędne uogólnione nie zależą jawnie od czasu, to energia kinetyczna jest funkcją jednorodną kwadratową (funkcją jednorodną stopnia 2) prędkości uogólnionych, np. {\displaystyle {\dot {z}},{\dot {\rho }},{\dot {r}},{\dot {\phi }},{\dot {\theta }}} – podobnie jak w przypadku współrzędnych kartezjańskich – jednakże energia kinetyczna zależy tu ponadto od współrzędnych uogólnionych, np. w powyższych przykładach od {\displaystyle \rho ,r,\phi ,\theta .}

## Pęd uogólniony
We współrzędnych uogólnionych definiuje się tzw. pęd uogólniony {\displaystyle p_{i}} sprzężony kanonicznie ze współrzędną uogólnioną {\displaystyle q_{i},} który oblicza się jako pochodną lagranżjanu po pochodnej czasowej {\displaystyle {\dot {q}}_{i}} tej współrzędnej
{\displaystyle p_{i}={\frac {\partial L}{\partial {\dot {q}}_{i}}}.}
Jeżeli lagranżjan nie zależy od współrzędnej {\displaystyle q_{i},} to
{\displaystyle {\frac {\partial L}{\partial q_{i}}}=0}
i z równań Eulera-Lagrange’a wynika, że pochodna czasowa pędu uogólnionego będzie równa {\displaystyle 0,}
{\displaystyle {\dot {p}}_{i}={\frac {d}{dt}}{\frac {\partial L}{\partial {\dot {q}}_{i}}}={\frac {\partial L}{\partial q_{i}}}=0,}
a więc pęd uogólniony będzie stały (będzie stałą ruchu).